# Duelo entre Yoliván Biglieri y Benigno Varela
El duelo entre Yoliván Biglieri y Benigno Varela fue un duelo con sable, último duelo  que se dio en Argentina, y tuvo lugar el 3 de noviembre de 1968 en una quinta de Monte Chingolo, en el partido de Lanús, provincia de Buenos Aires. Ante unos 100 espectadores, se enfrentaron el periodista Yoliván Biglieri y el militar Benigno Ignacio Varela.

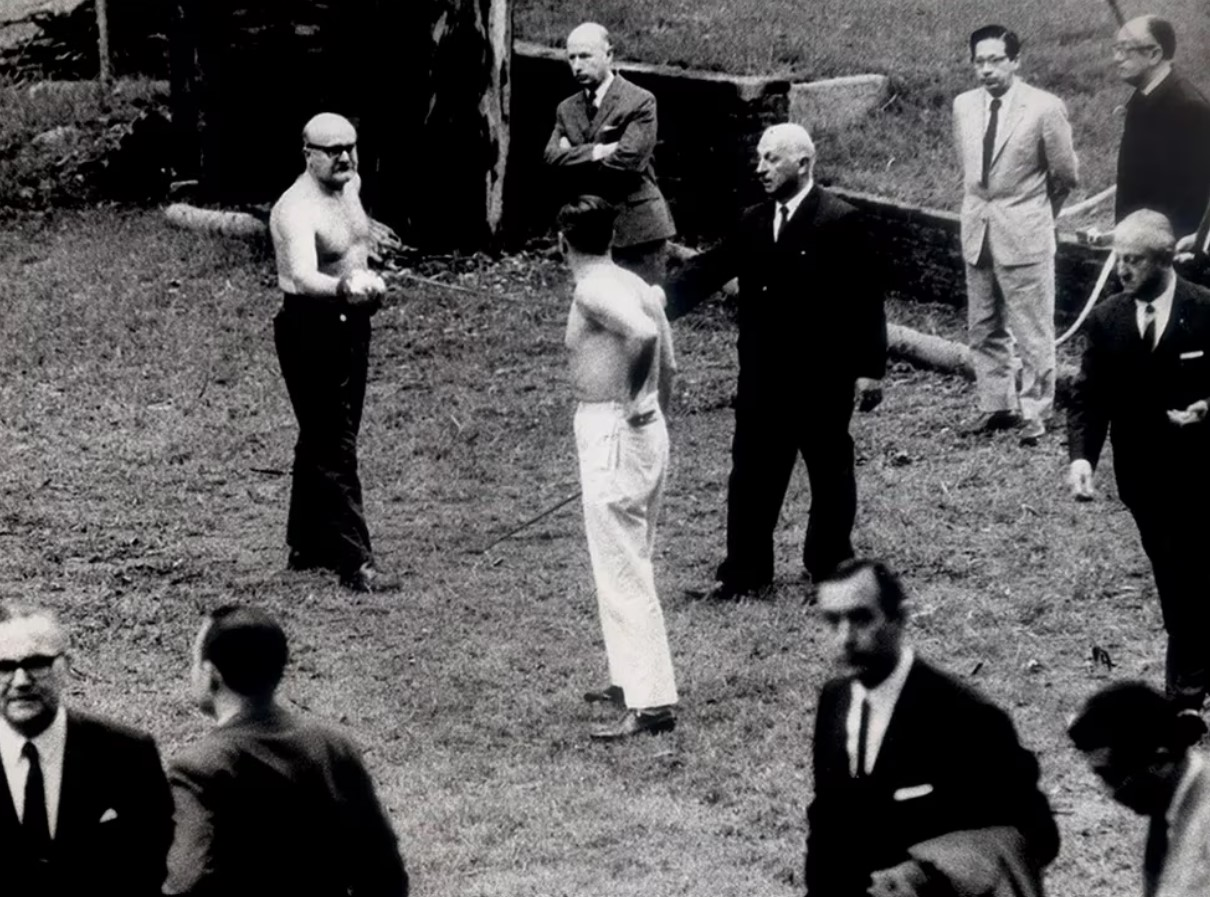
A la izquierda, Yoliván Biglieri (pantalón negro), a la derecha, Benigno Varela (pantalón blanco)

Quedó registrado por la prensa internacional porque como iba a venir el magnate griego Aristóteles Onassis a renovar su pasaporte argentino, muchos medios extranjeros habían enviado representantes para filmarlo, aunque finalmente, el millonario empresario nunca llegó ya que en el transcurso de su viaje, Estados Unidos le concedió la ciudadanía norteamericana (se estima que fue a causa de su casamiento con Jackie Kennedy, que fue el 20/10/68).
Se publicó hasta en el New York Times y la BBC.

### Causa
El 14 de octubre de 1968, Yoliván Biglieri, que era amigo de Arturo Illia y por entonces dirigía el periódico La Autonomía, publicó un editorial llamando a Varela «traidor» y este último lo desafió a duelo por honor.
Yolivan Biglieri tenía entonces 45 años, era el apoderado del partido radical en la provincia de Buenos Aires y miembro de su Mesa Directiva.
Varela hacía un mes que había dejado de ser el comandante en Jefe de la Marina de Guerra argentina. Era uno de los militares que dos años antes, el 28 de junio de 1966, le había hecho el Golpe de Estado a Arturo Illia junto al general Pascual Pistarini y el brigadier Adolfo Teodoro Álvarez,  en su lugar fue designado el general Juan Carlos Onganía. Biglieri lo llamó «traidor» porque le había declarado su lealtad a Illia poco antes de derrocarlo.
En la tarde del sábado 2 de noviembre Biglieri fue a la casa de Illia para informarle de los pormenores de lo ocurrido y cómo se habían acordado las condiciones del duelo. El expresidente le dijo: «Vaya tranquilo, m’hijo… en su brazo descansa el honor de los argentinos».

#### La editorial publicada por Biglieri y que desencadenó el duelo
«Pocos días antes del 28 de junio de 1966, fecha en que el Ejército dio por finalizada la gestión del doctor [Arturo] Illia, el entonces comandante de Operaciones Navales, almirante Varela, efectuó una comunicación de lealtad a las autoridades constituidas y hacía defensa de las instituciones republicanas […] Pero quienes pensaron que el almirante Varela iba a actuar de acuerdo con sus convicciones no conocían sus antecedentes. Varela es el mismo que juró lealtad a Perón después del 16 de junio de 1955, y el mismo que después del 16 de septiembre de 1955 quería fusilar peronistas. Era el mismo que mostraba lealtad al almirante [Isaac] Rojas y lo apostrofaba después que [Arturo] Frondizi asumió el gobierno; era el rebelde del 2 de abril de 1963 que como no pudiera embarcarse a bordo de los buques revolucionarios, hasta cuyo costado llegó, después manifestó que había concurrido a los mismos para tratar de disuadir a sus compañeros de tal intento; era el que había realizado mejoras en su casa particular utilizando personal y fondos de las fuerzas armadas”.

### Reglas
Como en todo duelo, se determinaba que debía haber dos padrinos por cada uno de los combatientes y que ambas partes debían acordar con qué armas pelear, dónde hacerlo y quién sería el árbitro.
Los padrinos de Varela eran el vicealmirante Carlos Garzoni y el doctor Atilio J. Barneix y los de Biglieri, el doctor Jorge Nage y el exdiputado provincial por la Unión Cívica Radical del Pueblo Vicente Mastrolorenzo. El árbitro sería Escipión Ferretto, instructor de esgrima del Colegio Militar.
Biglieri quería que el duelo fuera a pistola debido a que él había practicado tiro. Los padrinos de Varela, en cambio, reclamaban que se utilizaran sables y que el lance fuera a muerte.
Finalmente, los padrinos acordaron que fuera en la quinta de Javier Lama, de Monte Chingolo y que el arma fuera el sable de esgrima, con empuñadura, filo, contrafilo y punta; la estocada estaba prohibida. El duelo no sería a muerte sino hasta que uno de los contrincantes quedase imposibilitado de continuar. Se harían dos minutos de combate por tres de descanso.

### Resultado
Como las heridas de los duelistas sangraban mucho, Ferretto pidió a los médicos que los revisaran y le dieran un informe. Le dijeron que a su criterio el combate no debía continuar porque los dos estaban en inferioridad de condiciones.
El juez llamó a Biglieri y a Varela al centro y les preguntó, antes de retirarse, si querían reconciliarse. Varela se negó, pero reconoció la valentía de Biglieri. Los padrinos firmaron actas; mientras que los de Varela estaban muy serios, los de Biglieri casi festejaron el fin del lance como un triunfo de su amigo.
Fueron 28 minutos en los que se produjeron catorce embestidas de uno y otro lado y los cuerpos de ambos terminaron cubiertos de sangre. La partida resultó en un empate aunque algunos medios, como el New York Times, hablan de un triunfo del periodista.
Años más tarde, Biglieri reveló que él no había sido el autor del editorial que había ofendido a Varela; pero de todos modos se hizo responsable de la publicación y asumió las consecuencias. Cuando los padrinos del militar lo visitaron, Biglieri les dijo que no iba a revelar quién había redactado la nota y que, además, ratificaba la condición de traidor de Varela pero tiempo después Yolivan dio una pista sobre el responsable: dijo que el autor de la nota era un compañero del almirante Varela.

### Consecuencias
Como el duelo estaba condenado por la Iglesia Católica desde el Concilio de Trento de 1562, el almirante Varela fue a ver al cardenal Antonio Caggiano para que lo absolviera y este se lo concedió.
Esta forma de combate estaba prohibida por el código penal y Yoliván y Benigno sabían que habían cometido un delito y que contaban con la connivencia policial. A raíz de eso, se hicieron dos denuncias, una recayó en la Capital Federal en el juzgado del juez de instrucción Alberto Chiodi y la otra en La Plata, en el juzgado penal del juez Néstor Cáceres pero ninguna de las dos causas prosperó.

### En la ficción
El arte de esgrimir es una obra teatral del dramaturgo argentino Enrique Papatino, basada en los hechos de este enfrentamiento. La obra se estrenó en agosto de 2024 en el Teatro del Pueblo de Buenos Aires. 